# 1657 az irodalomban
Az 1657. év az irodalomban.

## Új művek
- Kemény János erdélyi fejedelem krími fogsága idején elkészíti fő művét, Önéletírását (1657–1658).
- Paul Scarron: Roman comique (második rész).
- Savinien de Cyrano de Bergerac francia író:  Histoire comique des États et Empires de la Lune (magyarul: A Hold államainak komikus története), utopisztikus regény.

## Születések
- február 11. – Bernard Le Bouyer de Fontenelle francia író, tudós († 1757)